# CUS Genova Rugby
Il CUS Genova Rugby è un club italiano di rugby a 15 di Genova, sezione rugbistica del CUS Genova, fondato nel 1947.

## Storia

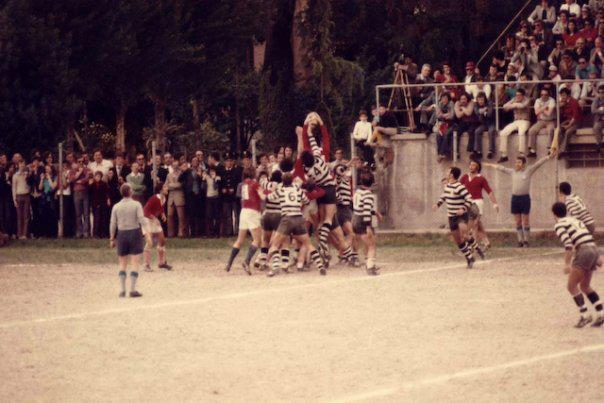
Campionato nazionale di Serie A 1972-73.
Petrarca Padova vs CUS Genova

Il CUS Genova Rugby venne fondato nel 1947, sotto la presidenza di Antonino Lo Giudice, cui succedette Emanuele Scarpiello, che mantenne la presidenza per 33 anni, dal 1949 al 1982, diventando un'icona per il rugby non solo a Genova, ma ancor di più nel mondo dello sport universitario.
Dal 1982 la presidenza è passata a Mauro Nasciuti, che ha detenuto la carica fino al 2016, quando è passata a Maurizio Cechini.
Nella sua storia il CUS Genova Rugby ha disputato oltre 60 campionati nazionali di rugby, di questi 15 nella Serie A, 41 in Serie B e solo 6 in Serie C, è negli anni ‘60 che diventa uno dei più importanti club italiani, per arrivare nei primi anni ‘70, guidato da Marco Bollesan a raggiungere per ben tre volte il secondo posto assoluto. Retrocede nel campionato 1973-74 per ritornare in Serie A nel 1981-82, per poi retrocedere in Serie B l'anno successivo.
Per diversi anni è protagonista in Serie B, sfiorando più volte la promozione alla serie superiore, che avviene solo nella stagione 2012-13.
Negli ultimi sei anni il progetto, che prevedeva la Serie A come primo punto di approdo, ha visto alternarsi in panchina prima il tecnico neozelandese Ian Snook, e a seguire un altro neozelandese, Paul Martin. Al termine di queste esperienze esotiche il club ha affidato la panchina a Rocco Tedone, ex pilone del CUS anni ‘70-‘80, che nella stagione 2012-13 ha conquistato la promozione dopo un'avvincente gara di andata e ritorno contro il CUS Perugia che ha visto la presenza sugli spalti del Carlini di oltre 3.000 spettatori guidati dal sindaco di Genova, Marco Doria grande appassionato della palla ovale.
Nel campionato di Serie A girone 2, successivo, Rocco Tedone è stato riconfermato alla guida della prima squadra, ma dopo un ottimo inizio di stagione sono arrivate una lunga serie di sconfitte che hanno portato all'avvicendamento in panchina con Stefano Bordon. Conquistata un'insperata salvezza attraverso i play-out disputati contro il Romagna RFC il tecnico rodigino è stato confermato alla guida dei goliardi biancorossi. Nella stagione 2016-17 la squadra viene affidata a Tosh Askew, tecnico inglese con esperienze a Leicester, e nelle selezioni giovanili della nazionale inglese.

## Cronistoria
| Cronistoria del CUS Genova Rugby |
| --- |
| - 1929 · Fondazione del GUF Genova Rugby - 1929-30 · Serie A - 1930-31 · Serie A - 1931-32 · Serie A - 1932-33 · Serie A - 1933-34 · Serie A - 1934-35 · Serie A - 1935-36 · Serie A - 1936-37 · Serie A - 1937-38 · Serie A - 1938 · Sospensione sportiva dovuta agli eventi bellici - 1947 · Rifondazione come CUS Genova Rugby - 1947-48 · Serie B - 1948-49 · Serie B - 1949-50 · Serie B - 1950-51 · Serie B - 1951-52 · Serie B - 1952-53 · Serie B - 1953-54 · Serie B - 1954-55 · Serie B - 1955-56 · Serie B - 1956-57 · Serie B Promosso in Serie A - 1957-58 · Serie A - 1958-59 · Serie A - 1959-60 · Serie A Iscritta alla nuova Eccellenza - 1960-61 · Eccellenza Retrocesso in Serie A - 1961-62 · Serie A - 1962-63 · Serie A Promosso in Eccellenza - 1963-64 · Eccellenza - 1964-65 · Eccellenza Retrocesso in Serie B - 1965-66 · Serie B - 1966-67 · Serie B - 1967-68 · Serie B - 1968-69 · Serie B - 1969-70 · Serie B Promosso in Serie A - 1970-71 · Serie A - 1971-72 · Serie A - 1972-73 · Serie A - 1973-74 · Serie A - 1974-75 · Serie A Retrocesso in Serie B - 1975-76 · Serie B - 1976-77 · Serie B - 1977-78 · Serie B - 1978-79 · Serie B - 1979-80 · Serie B - 1980-81 · Serie B - 1981-82 · Serie B Promosso in Serie A - 1982-83 · Serie A Retrocesso in Serie B - 1983-84 · Serie B - 1984-85 · Serie B Retrocesso in Serie C - 1985-86 · Serie C - 1986-87 · Serie C - 1987-88 · Serie C - 1988-89 · Serie C Promosso in Serie B - 1989-90 · Serie B - 1990-91 · Serie B - 1991-92 · Serie B - 1992-93 · Serie B - 1993-94 · Serie B - 1994-95 · Serie B - 1995-96 · Serie A2 - 1996-97 · Serie A2 - 1997-98 · Serie B - 1998-99 · Serie B - 1999-2000 · Serie B - 2000-01 · Serie A2 - 2001-02 · Serie B - 2002-03 · Serie B - 2003-04 · Serie B - 2004-05 · Serie B - 2005-06 · Serie B - 2006-07 · Serie B - 2007-08 · Serie B - 2008-09 · Serie B - 2009-10 · Serie B - 2010-11 · Serie B - 2011-12 · Serie B - 2012-13 · Serie B Promosso in Serie A2 - 2013-14 · Serie A2 Iscritta alla nuova Serie A - 2014-15 · Serie A - 2015-16 · Serie A - 2016-17 · Serie A - 2017-18 · Serie A · 2º girone A 2º pool promozione 1 - 2018-19 · Serie A - 2019-20 · Serie A - 2020-21 · Serie A non disputata per pandemia COVID - 2021-22 · Serie A - 2022-23 · Serie A - 2023-24 · Serie B - 2024-25 · Serie B |

## Allenatori e presidenti
- 1947-1992  ...
- 1992-1997  Marco Bollesan
- 1997-xxxx  ...
- xxxx-2008  Sergio Ansaldi
- 2008-2010  Ian Snook
- 2010-2012  Paul Martin
- 2012-2014  Rocco Tedone
- 2014-2016  Stefano Bordon
- 2016-  Tosh Askew

- 1947-1949  Antonio Lo Giudice
- 1949-1982  Emanuele Scarpiello
- 1982-2016  Mauro Nasciuti
- 2016-2024  Maurizio Cechini
- 2024-   Domenico Vitetta

## Bacino di riferimento
La maggior parte degli atleti della prima squadra proviene da Genova e la collocazione cittadina dello Stadio Carlini permette di avere un bacino di utenza comodo per l’intera città.

## Settore giovanile
Negli ultimi anni è nato un rapporto di collaborazione tra la S.S. Genova Rugby ed il CUS Genova Rugby. In questa alleanza nasce la Scuola di Rugby “Emanuele Scarpiello”, settore giovanile del CUS Genova, in memoria dello storico personaggio dello sport genovese, deceduto nel 2004. Nel settore giovanile il CUS Genova vanta numerosi successi, come quello dell'Under 15 2008-09 semifinalista Nazionale dopo aver vinto il Trofeo delle Alpi, così come l'aveva vinto l'Under 19, unica giovanile di squadra di Serie B ad aver giocato tutte e 10 le edizioni del Campionato U19 Gruppo 1 Nazionale, segno di una grande attenzione verso le nuove leve, suffragata dagli oltre 300 ragazzi che a partire dall'Under 9 all'Under 13 praticano il rugby nella Scuola di Rugby Scarpiello, mentre le due Under 15 e 17 e l'Under 20 vestono la maglia del CUS Genova Rugby.

## Stadio
Dopo diversi anni in cui lo Stadio La Sciorba ha ospitato le partite della compagine biancorossa, grazie ad una profonda ristrutturazione operata dal Comune di Genova, il CUS Genova Rugby ha ripreso a giocare le sue partite in casa allo Stadio Carlini, tempio storico del rugby genovese.
Dal 2012 il nuovo manto in erba sintetica dalle misure regolamentari, ospita infatti sia gli allenamenti che le partite di tutte le formazioni cussine.

## Giocatori di rilievo internazionale
Di seguito i giocatori del club che hanno vestito la maglia della nazionale italiana:
- Ettore Abbiati
- Franco Berni
- Marco Bollesan
- Stefano Bordon
- Aldo Caluzzi
- Tommaso Castello
- Umberto Conforto

- Edano Cottafava
- Mario Galletto
- Franco Gargiulo
- Luciano Modonesi
- Tino Paoletti
- Paolo Pescetto
- Marco Pulli

- Agostino Puppo
- Marco Rivaro
- Loris Salsi
- Andrea Selvaggio
- Fabrizio Sintich
- Pietro Vezzani
- Zini Luca